# 劉規
劉規（1436年5月26日—1508年10月8日），字應乾，四川重慶府巴縣人，民籍。明朝政治人物。曾任雲南、山西道監察御史。

## 生平
劉規為成化五年（1469年）己丑科三甲進士。初任浙江餘姚縣知縣，政績卓著。遭遇父喪去職。守丧期满，改湖廣麻城縣知縣。任內优礼耆旧，政尚德化，深受民眾愛戴。入祀名宦祠。
成化十七年（1481年），劉規升任雲南道監察御史，核查湖廣、貴州軍餉。又因祖父喪事去職。成化二十二年（1486年），改山西道監察御史，巡按山東。劉規秉公彈劾不法參政，反被中傷，謫官廣西鬱林州判官。次年，敘議遷新淦縣知縣。後以母老为由，致仕歸里。正德三年九月十四日（1508年10月8日）卒，年七十三歲。

## 家族
劉規祖先為湖廣興國州人。六世祖劉珉一，元末徙至重慶巴縣。曾祖劉昇，曾任丹陽縣丞；祖父為劉克明；父劉剛，曾任台州赤城驛丞。
劉規有子五人，長子劉相，次子劉春，三子劉台，另有側室所出二子劉耆、劉英。有女六人。劉規教子有方，劉春、劉台皆中進士，科第延續五代不絕，使劉氏成為巴渝首屈一指的世族。